# Wianki

Logo de la Fête de la musique Wianki Święto Muzyki à Cracovie en 2014

Les Wianki sont la déclinaison cracovienne moderne d'une fête traditionnelle des peuples slaves célébrée autour du solstice d'été, connues parfois sous le nom de nuit de Kupala. Elles se déroulent sur les rives de la Vistule et au pied de la colline du Wawel.

## Histoire
Cette fête est la continuation des célébrations slaves païennes de l'arrivée de l'été d'avant la christianisation des ancêtres des Polonais, auxquelles s'est ajoutée, comme dans d'autres pays catholiques, celle de la Fête de la Saint-Jean.
Au XIXe siècle, alors que la Pologne avait disparu comme État indépendant, les Wianki avaient un caractère de manifestation patriotique, notamment à Cracovie où elles étaient organisées par le mouvement de gymnastique sportive « Sokół ».
De 1919 à 1939, sous la Deuxième république de Pologne, les Wianki sont intégrées aux autres manifestations des Journées de Cracovie.
Après la Guerre, les éléments de son et lumière et de feux d'artifice se développent et s'ajoutent à des spectacles en plein air (théâtre, concerts, danses folkloriques).
Suspendues sous l'état de guerre à partir de 1982, elles ne reprennent qu'en 1992 à l'initiative de la municipalité de Cracovie.
Elles prennent la forme d'un cycle de deux ou trois jours de manifestations culturelles et de spectacle (autour de l'avant-dernier samedi de juin), avec des concerts de musique orchestrale ou de rock/pop ayant (jusqu'en 2013) en vedettes des invités renommés, des concours de couronnes fleuries et des feux d'artifice tirés de la vieille ville à Dębniki. En 2013, l'invité d'honneur étranger est le violoniste britannique Nigel Kennedy.
En 2014, les célébrations, qui tombent le 21 juin, sont placées sous le signe international de la Fête de la musique avec la multiplication des scènes musicales installées dans différents quartiers de la ville : centre historique, berges de la Vistule, Nowa Huta.

## Programmation
- 2000 : Brathanki